# Куф (літера гебрайської абетки)
| Фінікійська | Звичайна | Звичайна | Курсив |
| ----------- | -------- | -------- | ------ |
| Qof         | ק        | ק        |        |

Куф (івр. קוף) — дев'ятнадцята літера гебрайської абетки.
В івриті вона позначає звук [kˤ] або [q].
Має значення 100.

## Unicode
| Unicode Codepoint | U+05e7            |
| Unicode-Name      | HEBREW LETTER QOF |
| HTML              | &#1511;           |
| ISO 8859-8        | 0xf7              |